# タイガーマスク (プロレスラー)
タイガーマスクは、日本の複数のプロレスラーが扮する覆面レスラーである。元はテレビアニメ「タイガーマスク二世」のタイアップ企画として誕生したが、高い人気を誇り、アニメとは離れたプロレスラーとして存在を確立。現在まで引き継がれている。2023年現在までに、タイガーマスクとして一定期間活動したのは初代から4代目の4人のレスラーである。
1981年4月23日、新日本プロレス蔵前国技館大会でテレビアニメ「タイガーマスク二世」とのタイアップ企画として初代タイガーマスクがデビューした。原作者である梶原一騎からは、このギミックを現実のプロレスに取り入れる際、コーナーポスト最上段に軽々と飛び乗れるプロレスラーを起用する事と、リングアナウンサーのコールには「必ず二世をつけろ」と注文が付けられた。後者（二世コール）の条件は採用されなかったが、梶原からの抗議もなかった。
漫画版やアニメのタイガーマスクは、虎の頭を模した形状のマスクを着用しているが、実在プロレスラーのタイガーマスクは、人間の頭にフィットした形状のマスクである。

## 代々のタイガーマスク

### 初代タイガーマスク - 佐山 聡
イギリス遠征中だった新日本プロレスの佐山聡が、新日本の意向を受けて極秘帰国し、タイガーマスクに扮した。1981年4月23日、新日本プロレス蔵前国技館大会でダイナマイト・キッドを相手にデビュー。独自の空中殺法が人気を博し、一大プロレスブームを巻き起こした。タイガーマスクの権利者だった梶原一騎は、漫画「プロレススーパースター列伝」の原作者として作品に現実のタイガーマスクを登場させ、一部にフィクションを織り交ぜながらタイガーマスクの人気に拍車をかけた。
人気絶頂期だった1983年8月10日、佐山は突如として新日本へ契約の解除を一方的に申し入れ、引退を表明。マスクを脱いで正体を明らかにした。その後、復帰してUWF参戦時はマスクとコスチュームのデザインを一新してザ・タイガー、スーパータイガーのリングネームで活動していた。以降もタイガーキング、ザ・マスク・オブ・タイガーなどのリングネームの使用を経て、現在は主に初代タイガーマスクのリングネームで活動している。
得意技は、タイガー・スープレックス・ホールド、タイガー・ドライバー（変形フロント・ネックチャンスリー）、スペース・フライング・タイガー・ドロップ、ラウンディングボディプレス、サマーソルトキック、フィンタ・デ・レギレテなど。

### 2代目タイガーマスク - 三沢 光晴
1984年8月26日、全日本プロレス田園コロシアム大会で、メキシコ遠征中だった三沢光晴が2代目タイガーマスクとしてラ・フィエラを相手にデビューした。1985年10月、ヘビー級に転向した。
1990年5月14日、全日本プロレス東京体育館大会での2代目タイガー&川田利明対谷津嘉章&サムソン冬木戦の試合中に、突如としてパートナーの川田に自身のマスクの紐を外すよう指示し、自らの手でマスクを脱ぎ捨てて試合を続行。奇しくも自らマスクを脱いで最終戦で正体を明かしたアニメ「タイガーマスク二世」と同じ結末を迎えた。ヘビー級で活動したのは2代目のみである。
得意技は、タイガー・スープレックス'84、タイガー・スープレックス'85、スーパー・タイガー・スープレックス、タイガー・ドライバー、タイガー・ドライバー'88、ウルトラ・タイガー・ドロップなど。

### 3代目タイガーマスク - 金本 浩二
1992年3月1日、新日本プロレス横浜アリーナ大会にて新日本プロレス設立20周年大会の企画として金本浩二が扮する3代目タイガーマスクがデビューした。当初は記念試合として1回限りの企画の予定だったが、好評なため数度の再登場を経て、1993年5月3日の福岡ドーム大会で、獣神サンダー・ライガーを相手に正式デビューした。
自らが得意とする（あるいは理想とする）ファイトスタイルと、タイガーマスクとして求められるファイトスタイルの差に苦しみ、思うような結果が出せず、1994年1月4日の東京ドーム大会で、ライガー戦後にマスクを脱ぎ捨てた。
得意技はタイガー・スープレックスなど。

### 4代目タイガーマスク
初代タイガーマスクの佐山聡から指導を受けた唯一のタイガーマスクである。2代目と3代目が最初は素顔でデビューしたのに対し、最初からマスクをかぶってデビューし、一貫して「タイガーマスク」を名乗っている。
1995年7月15日、後楽園ホールで開催された「'95格闘技の祭典」で、ザ・グレート・サスケを相手にデビューし、後にみちのくプロレスに入団した。
2002年2月から新日本プロレスのシリーズに1年間帯同し、12月16日に新日本に円満移籍した。
得意技はタイガー・スープレックス、タイガー・ドライバー（初代式、変形フロント・ネックチャンスリー）、タイガー・ドライバー（2代目式）

### 5代目タイガーマスク - ミノワマン
2010年7月18日、マーシャルアーツ日本キックボクシング連盟の真樹ジム主催興行「BREAK-4 KICK GUTS 2010 梶原一騎24回忌追悼記念・第13回梶原一騎杯」で、初代タイガーとタッグを組んでデビューした。リングネームは「五代目タイガーマスク」。コスチュームはテレビアニメ第一作を踏襲している。その後、リアルジャパンプロレスをはじめ、他のプロレス団体に参戦を果たした。

### 6代目タイガーマスク - 藤原 敏男
2013年8月10日、真樹日佐夫追悼興行となる「KICK GUTS 2013 梶原一騎杯 〜真樹日佐夫 追悼興行〜 格闘技の祭典再び!」にて、初代タイガーマスク&青柳政司組のセコンドに6代目が登場。佐山は「6代目タイガーの中身は実績のある選手」と予告し、試合には出場しなかったが試合後の乱闘で佐山と青柳を救出した。6代目は2013年11月公開の映画『タイガーマスク』と同じ姿で、プロテクターを施したデザインとなっている。
正体は藤原敏男とされ、藤原は2022年4月27日に開催されたドージョー・チャクリキ・藤原祭実行委員会主催興行「CHAKURIKI 15 帰ってきた藤原祭」に出場した際も虎の覆面姿で登場、闘病中だった盟友の佐山にエールを送った。

### 7代目タイガーマスク - 武尊
2023年5月24日、「7代目タイガーマスクプロジェクト」記者発表会が開催され、キックボクサーの武尊の7代目タイガーマスク就任が発表された。
武尊の7代目襲名はプロレスラーへの転身ではなく、佐山が従前より行ってきた社会貢献活動を継承する意味合いとなる。

## その他

### 男子プロレスラー
ブラック・タイガー
1982年4月21日、新日本プロレス蔵前国技館大会でデビュー。
タイガースマスク
2001年5月19日、大阪プロレスMOTHER HALL大会でデビュー。阪神タイガースにちなんだリングネームである。
タイガーエンペラー
2004年12月17日、メキシコでデビュー。
ザ・タイガー（2代目）
2005年6月9日、リアルジャパンプロレス後楽園ホール大会でデビュー。
スーパータイガー（2代目）
2007年3月7日、リアルジャパンプロレス後楽園ホール大会でデビュー。
タイガーシャーク
2007年6月8日、リアルジャパンプロレス後楽園ホール大会でデビュー。
グレートタイガー
2013年12月12日、リアルジャパンプロレス後楽園ホール大会でデビュー。
タイガースマスク2世
2015年11月21日、大阪プロレス大阪市立大淀コミュニティーセンター大会でデビュー。阪神タイガースにちなんだリングネームである。
タイガーマスクW
2016年10月10日、テレビアニメ『タイガーマスクW』放送記念スペシャルマッチとして新日本両国国技館大会で『タイガーマスクW』出自の覆面レスラー「レッドデスマスク」を相手にデビュー。2017年1月4日の新日東京ドーム大会では、同じくアニメ『タイガーマスクW』出自の覆面レスラー「タイガー・ザ・ダーク」とスペシャルマッチを行った。3月には初めてアニメ出自でないオカダ・カズチカ&外道組とタッグマッチで対戦。4代目タイガーマスクとWタイガータッグを結成して試合をする。

### 女子プロレスラー
タイガードリーム
1998年8月31日、アルシオンなみはやドーム（現・大阪府立門真スポーツセンター）大会でデビュー。
タイガーエンジェル
2000年12月15日、みちのくプロレス後楽園ホール大会でデビュー。
タイガーハニー
2003年1月5日、アルシオン後楽園ホール大会でデビュー。
タイガー・クイーン
2021年7月29日、ストロングスタイルプロレス後楽園ホール大会でデビュー。
タイガー・プリンセス
2024年12月4日、ストロングスタイルプロレス後楽園ホール大会でデビュー。

## 非公式
佐山聡以前にも、1971年にサムソン轡田が韓国で、虎模様のマスクをかぶって登場、対上田馬之助戦と対大木金太郎戦の2試合に出場した。劇画の人気に着目して虎の覆面でリングにあがったものだが、梶原一騎らの権利者の認可も得ていないものであり、歴代のタイガーマスクには数えられない。
新日本プロレスでは1973年1月開幕の『新春バッファロー・シリーズ』に、ザ・タイガーと名乗る覆面レスラーが来日している。正体は、後にルーク・ウィリアムスとのザ・ブッシュワッカーズで活躍するブッチ・ミラーで、オーストラリアのマット界に突如出現した謎のマスクマンという触れ込みだった。アニメ『タイガーマスク』のテーマ曲を宣伝カーで流すなどのPRを行い、シリーズの外国人エース格としてアントニオ猪木とのシングルマッチも組まれたが、人気を獲得するには至らなかった。マスクは虎の頭を模した仕様ではなく、通常のプロレスの覆面に豹柄をあしらったものだった。
佐山聡が新日本プロレスを退団したのち、新日プロの韓国遠征でプロモーターから「韓国もタイガーマスク人気があるので」タイガーマスクを出して欲しいと要請されて、急きょブラック・キャットが虎の覆面をかぶって出場している。リングネームは「タイガーマスク」ではなく、単なる「タイガー」だったと言われている。その後、日本でも一時期だけ猫をあしらった覆面を被って試合をしていたが（リングネームはそのままで）、短期間で素顔に戻っている。
1988年秋、新日本プロレス開催の『ジャパンカップ・イリミネーション・リーグ戦』で、スーパー・ストロング・マシーンのパートナーとしてザ・タイガー、ザ・ジャガーの2人が来日（外国人という触れ込みで）したが、正体はそれぞれ当時の若手選手の大矢健一（現・剛功）と笹崎伸司（引退）だとそれぞれが後に自ら語っている。
1996年にはアメリカ合衆国のWCWにおいて、エル・ガトーなるタイガーマスク風の覆面をかぶった東洋系マスクマンが出現。正体は日系アメリカ人レスラーのパット・タナカで、6月16日に開催されたPPV『グレート・アメリカン・バッシュ』にてコナンのUSヘビー級王座に挑戦した。ガトー（gato）とはスペイン語で雄ネコを意味する。
リッキー・フジがカナダ修行時代、タイガーマスクと酷似したマスクマンとして試合していたこともある。後に『覆面MANIA』において、カルガリー・タイガーというリングネームで復活させた。
インディー団体では、タイガーマスクに似たマスクをかぶったアンコ型体型のタイガマンが活動している。
学生プロレス出身の富豪富豪夢路によると、西日本でも有数の強豪として知られた九州産業大学プロレス研究部（KWF）には過去にタイガーマスクをモチーフとした学生レスラーが2人おり、いずれも実力の高さから学生プロレス界では著名な存在であったという。一人は日本列島プロレス連盟加盟団体であるローカル・インディー団体の佐賀プロレスを主催しプロ活動を行うサガン虎で、もう一人はプロ転向こそしなかったものの2020年現在も整骨院を営みながらKWFで選手兼コーチとして後進の指導に当たり、雫有希や筑前りょう太ら複数の現役プロ選手からも「伝説の学生プロレスラー」として認知されているタイガー・ニシヤマスクである。
フリーで活動している、タイガーマスクに酷似のマスクとコスチュームを身に着けてるジャック･ザ･タイガーがいる。
下記はタイガーマスクに影響を受けたと思われる風貌のプロレスラー。
- レオパルド・ネグロ
- フェリーノ
- エクストリーム・タイガー
- ティグレ・ブランコ
- エル・パンテーラ
- スターライト・キッド

他にも企画などで単発的にタイガーマスク風プロレスラー（ノアのハロウィン興行における「HALIMAO」や「リオン」など）が登場している。

## 映像化
2004年、映画『真説タイガーマスク』が公開された。哀川翔がタイガーマスクを追跡する記者役で主演し、船木誠勝がタイガーマスクを演じている。初代の佐山聡もトレーナー役で出演している。
2010年、パチンコ『FEVERタイガーマスク』のTVCMにて、タイガーマスクやマンガ・アニメでの悪役レスラーが、実写で登場している。GYAO!で公開されたメイキングの映像、および同年12月22日にフジテレビ系列のテレビ番組『とくダネ!』内のコーナーにて、正体が丸藤正道であることが明かされた。

## エピソード
- 1997年10月12日に両国国技館で開催された梶原一騎没後10年追悼記念興行「'97格闘技の祭典SPECIAL」において、4人のタイガーマスクが一堂に会するタッグマッチ（初代、4代目対2代目、3代目）が行われた。その際、2代目タイガーマスクの三沢光晴はスケジュールの都合で不参加となり、代わりに同じ全日本プロレス所属の金丸義信が代理出場した。この場合、5代目とは呼ばず「2代目の2代目」「2代目代理」などと俗に呼ばれる。レフェリーを務めたザ・グレート・サスケも、ブラックタイガー風のマスクを被っていた。
- 2002年5月2日の東京ドームでは3代目と4代目が組んだ試合が行われた。対戦相手はブラックタイガーとエル・サムライで、この日サムライは半分がブラックタイガーのマスクを着用していた。
- 実在のタイガーは、リングネームこそタイガーマスクではあるものの、初代タイガーはアニメ『タイガーマスク二世』とリンクしたキャラクターである。そのため、正確な呼称は“タイガーマスク2世”となるが（マントには”TIGER MASK II”と書かれている）、実在のタイガーマスク（佐山聡）のインパクトの方がアニメ版二世のそれよりも圧倒的に大きかったため、現在に至るまで、そのことについてあまり世間に知られていない。[独自研究?]
- 初代タイガーマスクの成功から、タイガーマスクに扮したレスラーは、皆ジュニアヘビー級で戦っている。2代目の三沢も、変身して1年あまりジュニアヘビー級で戦い、その後ヘビー級に転向した。漫画のタイガーマスクは体格こそジュニアヘビー級の選手と大差ないが、対戦相手はヘビー級に属するレスラーばかりであり、事実上ヘビー級のレスラーであるといえる。
- 原作では、タイガーマスクを助ける謎の覆面レスラーとして『ザ・グレート・ゼブラ』（正体はジャイアント馬場）が登場するが、これをモチーフにした同名のプロレスラーが、一時期みちのくプロレスに登場した（正体は高野拳磁）。
- 上記ゼブラの２代目が、みちのくプロレスの第5回ふく面ワールドリーグ戦に登場している。漫画版かジャイアント馬場、初代が高野拳磁と大型レスラーだったのに対し、２代目の正体は当時の全日本系のレスラーでは比較的小柄だった志賀賢太郎だった。